# Flight to the Moon
Flight to the Moon est une attraction fermée des parcs à thèmes Disneyland et Magic Kingdom, ouverte en 1967. Elle est inspirée du programme spatial américain Apollo. L'attraction a été conçue en coopération avec la NASA. Les visiteurs embarquent dans une fusée pour l'espace puis atteignent la surface de la Lune.

## Description
Les visiteurs entraient dans une zone d'observation appelée Mission Control (un avant-spectacle) et étaient présentés à un audio-animatronic nommé Tom Morrow, directeur des opérations. Ce dernier expliquait comment l'homme a fait de nombreuses avancées dans les voyages spatiaux et a appris à vivre avec les effets de l'espace. Johnson montrait ensuite les travaux à bords du vaisseau spatial dans lequel le visiteur allait embarquer.
Ensuite les visiteurs pénétraient dans une salle circulaire, un théâtre hémisphérique de type planétarium) avec en plus un écran sous le sol du projecteur. Ces écrans servaient de hublots durant le vol vers la lune. L'officier troisième échelon Collins était l'agent de vol et expliquait les buts de la mission.
Durant le vol, des avaries survenaient endommageant le vaisseau et le contraignant à rentrer sur Terre. Les sièges étaient munis de coussins à air comprimé qui simulaient les vibrations du vol, la gravité lors de l'hyper-espace et du décollage-atterrissage.
Le mot de la fin, lancé par l'officier Collins était de "revenir rapidement car il y a plein d'autres choses à découvrir sur la Lune".

## Les attractions

### Disneyland
L'attraction est une mise à jour de l'attraction Rocket to the Moon principalement grâce à l'avant-spectacle contenant des audio-animatronics et de nouvelles images. Après une rénovation en 1975 qui porta le thème vers la planète Mars, le bâtiment fut transformé en un restaurant italien, le Redd Rockett's Pizza Port en mai 1998.
- Ouverture : 12 juillet 1967[1]
- Fermeture : 5 janvier 1975[1]
- Conception : WED Enterprises
- Partenaire : McDonnell-Douglas
- Durée : 15 minutes
- Capacité : 100 places
- Ticket requis : D
- Type d'attraction : Théâtre circulaire avec des fauteuils à gonflés à l'air
- Situation : 33° 48′ 42″ N, 117° 55′ 01″ O
- Attraction précédente :
  - Rocket to the Moon 17 juillet 1955 à 1966
- Attractions suivantes :
  - Mission to Mars du 21 mars 1975 au 2 novembre 1992
  - Toy Story Funhouse (un spectacle) 1996
  - Redd Rockett's Pizza Port (un restaurant) depuis le 22 mai 1998

### Magic Kingdom
L'attraction, bien qu'une copie conforme de sa sœur de Disneyland, n'ouvrit qu'en décembre soit presque trois mois après l'ouverture du parc.
- Ouverture : 24 décembre 1971[1]
- Fermeture : 15 avril 1975[1]
- Conception : WED Enterprises
- Durée : 15 minutes
- Capacité : 2 x 162 personnes (avant-spectacle et théâtre)
- Ticket requis : D
- Type d'attraction : Théâtre circulaire avec des fauteuils à gonflés à l'air
- Situation : 28° 25′ 07″ N, 81° 34′ 47″ O
- Attractions suivantes :
  - Mission to Mars du 7 juin 1975 au 4 octobre 1993
  - ExtraTERRORestrial Alien Encounter 20 juin 1995 au 12 octobre 2003
  - Stitch's Great Escape! 16 novembre 2004 à aujourd'hui

## Anecdotes
- Le personnage de Tom Morrow a été régulièrement repris par les imagineers dans d'autres attractions futuristes, comme Innoventions[2]..